# Stefan Mauk
Stefan Inigo Mauk (Bedford Park, 12 ottobre 1995) è un calciatore australiano, centrocampista del CAHN in prestito dall'Adelaide Utd.

## Caratteristiche tecniche
È un trequartista.

## Palmarès

### Club

#### Competizioni nazionali
- FFA Cup: 1

Melbourne City: 2016